# Laïoung
Laïoung, pseudonimo di Giuseppe Bockarie Consoli (Bruxelles, 13 agosto 1992), è un rapper e produttore discografico italiano.

## Biografia
Nato a Bruxelles da padre italiano e madre londinese di origine sierraleonese, all'età di sette anni, a causa di problemi familiari, si trasferisce in Italia, a Ostuni, città originaria del padre, per vivere dai nonni fino all'età di 13 anni. Lo pseudonimo "Laïoung" deriva dall'unione delle parole "lion" (in inglese "leone") e "young" (in inglese "giovane") che stanno a indicare sia la sua origine sierraleonese, sia il suo spirito giovane e libero. Egli stesso è solito definirsi come una persona "nomade"; nel corso della sua infanzia e della sua adolescenza, infatti, ha spesso cambiato casa tra Belgio, Italia (Palermo), Francia e Regno Unito, senza mai avere una fissa dimora. Negli ultimi anni ha viaggiato e lavorato molto anche tra Canada e Stati Uniti d'America crescendo, maturando e arricchendosi molto a livello musicale. Pur vivendo per la maggior parte del tempo all'estero, Laïoung è tornato spesso nel corso degli anni in Italia, conoscendo molte persone all'interno dell'ambito musicale italiano, come il produttore Nebbïa e il gruppo di amici formato da Momoney, Isi Noice e Hichy Bangz, con cui, nel 2014, ha fondato l'etichetta discografica The RRR Mob.

## Carriera

### Laioung in Yo Eardrum(2011-2013)
Nel 2011 Laïoung ha debuttato nel mondo della musica facendo uscire il suo primo singolo Keeping Our Love Alive, interamente in lingua inglese. Tale brano ha anticipato l'uscita del suo album di debutto, Laïoung in Yo Eardrum, uscito nello stesso anno e completamente autoprodotto. La canzone Number One All Day, presente nell'album, è stata incisa insieme alla madre, la quale è una cantante.

### La RRR Mob eAve Cesare: veni, vidi, vici(2014-2018)
Nel 2014, insieme a Momoney, Isi Noice e Hichy Bangz, fonda la RRR Mob, un collettivo composto esclusivamente da ragazzi di seconda generazione o meticci. Il gruppo esordisce con il singolo Flus, pubblicato il 16 febbraio 2015 e promosso dal relativo video pubblicato su YouTube.
Nel giugno 2016 pubblica sul suo account SoundCloud Remixtape Vol. 1, un mixtape contenente sei remix di brani famosi. Il mese seguente pubblica per The RRR Mob il secondo album Ave Cesare: veni, vidi, vici, nuovamente autoprodotto; è stato scritto, registrato e mixato a Toronto nel giro di due settimane. Il 26 settembre pubblica, con annesso video, il singolo Giovane giovane, in collaborazione con i rapper italiani Izi e Tedua, seguito esattamente un mese dopo dal secondo singolo Quello che voglio.
Il 24 febbraio 2017 pubblica il primo video ufficiale di un brano eseguito sotto il nome del gruppo RRR Mob, insieme a Isi Noice e Momoney, chiamato Wooh. Nei primi mesi del 2017 collabora con Fabri Fibra e Nebbïa, per la realizzazione di Dipinto di blu, brano presente all'interno del nono album in studio del rapper, Fenomeno, uscito il 7 aprile 2017.
Il 14 aprile è stato pubblicato il videoclip di CLMG sempre sotto il nome di RRR Mob, in cui cantano anche Isi Noice, Momoney e Hichy Bangz. Una settimana più tardi è stata pubblicata per Sony Music la riedizione di Ave Cesare: veni, vidi, vici, presentata in edizione doppio CD e con dieci inediti, anticipata dal singolo estratto Vengo dal basso, in collaborazione con Gué Pequeno e pubblicato il 30 marzo.
Nel settembre 2017 registra in duetto con Biagio Antonacci la canzone Sei nell'aria, pubblicata nell'album Dediche e manie dello stesso Antonacci, nella quale Laïoung canta una strofa in francese. Il 17 novembre 2017 viene pubblicato un singolo della RRR Mob in collaborazione con Gué Pequeno, Familia, e nello stesso giorno viene pubblicato anche il primo album in studio della RRR Mob, Nuovo impero, sotto le etichette Epic Records e Sony Music.
Nel mese di maggio 2018 è avvenuto lo scioglimento del collettivo, con Hichy Bangz che ha indicato Laïoung come principale responsabile, accusandolo di essere impazzito e di non concentrarsi sulla sua carriera.
Il 17 luglio 2018 Laïoung è il primo italiano di sempre ad entrare sulla piattaforma musicale internazionale più prestigiosa per il mondo dell'Hip Hop, WorldStarHipHop, grazie al singolo Iceberg.

### Firma con la Polydor,Rinascimento(2018-presente)
Nell'ottobre del 2018 Laïoung ha firmato un contratto discografico con la Polydor Records, di proprietà della Universal Music Group, pubblicando il 2 novembre 2018 il singolo Nero su nero.
Il 24 gennaio 2019 è stata la volta di un secondo singolo inedito, Hang with Us in collaborazione con Kollegah, seguito il 5 aprile da Proteggimi. Il 26 aprile è stato pubblicato il terzo album in studio Rinascimento, al cui interno è presente il sopracitato Proteggimi e una versione estesa. Il 27 marzo 2020 è entrato in rotazione radiofonica il singolo Wannabe, realizzato insieme a Dolcenera.
Il 2021 inizia con la pubblicazione, il 5 febbraio, del singolo Fanno di tutto per hype (trappocalisse), che presenta come ospite il rapper Fabri Fibra: l'ultima collaborazione tra i due risale quattro anni prima, in Dipinto di blu. Prodotto da Laïoung, il singolo è stato accompagnato da un video musicale, diretto da Asiel Babastro e pubblicato sul canale YouTube del rapper.
Nel 2024 pubblica un feat. con il rapper DonMoja intitolato “BADMAN”.

## Discografia

### Da solista
Album
- 2011 – Laïoung in Yo Eardrum
- 2016 – Ave Cesare: veni, vidi, vici
- 2019 – Rinascimento
- 2021 – Vox Populi
- 2023 – Nomade

Mixtape
- 2016 – Remixtape Vol. 1
- 2019 – Trap Sermons

Singoli
- 2012 – Keeping Our Love Alive
- 2016 – Giovane giovane (con Izi e Tedua)
- 2016 – Quello che voglio
- 2017 – Vengo dal basso (feat. Gué Pequeno)
- 2017 – Fuori (Je so' pazz)
- 2017 – Ginger (con Alexxxnder)
- 2017 – Vietato ai deboli
- 2017 – What You Know
- 2017 – Ole
- 2018 – Giovane Rockstar
- 2018 – How 2 Get Rich
- 2018 – Iceberg (feat. Alexander)
- 2018 – In discesa
- 2018 – Nero su nero
- 2019 – Hang with Us (feat. Kollegah)
- 2019 – Proteggimi
- 2019 – Power Moves
- 2020 – Wannabe (con Dolcenera)
- 2020 – Boss
- 2020 – PorscheRolls
- 2021 – Fanno di tutto per hype (Trappocalisse)
- 2021 – L'ultima parola
- 2022 – Repeat
- 2022 – Let Me Hold You
- 2023 – Instinct (con Blingy Fresh)
- 2023 – See Me on Top
- 2023 – Chefe de Quebrada (con Louco de Refri, Mak Zero Onze, Bartz)
- 2023 – Me da bundada (con Louco de Refri)
- 2023 – Sarf (con Mehdiz, Profit za3im)

### Con i The RRR Mob
Album
- 2017 – Nuovo impero

Singoli
- 2015 – Flus
- 2017 – Wooh
- 2017 – CLMG
- 2017 – Flus 2 (nessun limite)
- 2017 – Don't Call Me
- 2017 – Non ci vedi mai (feat. Luchè)